# Liste der Monuments historiques in Isse (Marne)
Die Liste der Monuments historiques in Isse führt die Monuments historiques in der französischen Gemeinde Isse auf.

## Liste der Objekte
| Bezeichnung         | Beschreibung | Standort                       | Kennzeichnung | Schutzstatus | Datum | Bild |
| ------------------- | --- | ------------------------------ | ------------- | ------------ | ----- | ---- |
| Taufbecken          | Marmor, Kupferdeckel, 17. Jahrhundert                                                                                                   | in der Kirche St-Martin (Lage) | PM51003178    | Inscrit      | 1982  |      |
| Rechter Seitenaltar | Altartisch, Retabel und Gemälde eines Bischofs; Holz, farbig gefasst, sowie Ölfarbe auf Leinwand, 18. Jahrhundert                       | in der Kirche St-Martin (Lage) | PM51003176    | Inscrit      | 1982  |      |
| Marienaltar         | linker Seitenaltar; Altartisch, Retabel und Gemälde Madonna mit Kind; Holz, farbig gefasst, sowie Ölfarbe auf Leinwand, 18. Jahrhundert | in der Kirche St-Martin (Lage) | PM51003175    | Inscrit      | 1982  |      |
| Hauptaltar          | Holz, farbig gefasst und vergoldet, 17. Jahrhundert                                                                                     | in der Kirche St-Martin (Lage) | PM51003177    | Inscrit      | 1982  |      |
| Tabernakel          | Holz, farbig gefasst und vergoldet, 17. Jahrhundert                                                                                     | in der Kirche St-Martin (Lage) | PM51003219    | Inscrit      | 1983  |      |